# Como 1907
Como este un club de fotbal din Como, Lombardia, Italia, care evoluează în Serie A. Clubul a fost înființat în anul 1907.
Clubul a jucat 13 sezoane în Serie A (primul în 1949–1950 și cel mai recent în 2002–2003), cea mai bună performanță a lor fiind locul șase la debutul în Prima Divizie 1. De asemenea, a participat la 33 de sezoane în Serie B, competiție pe care a câștigat-o de trei ori.
Pe 10 mai 2024, Como și-a asigurat promovarea în Serie A după 21 de ani în ultima etapă a sezonului Serie B 2023–24, terminând pe locul doi.

## Lotul actual
La 12 august 2025.
| Nr. |           | Poziție | Jucător                                   |
| --- | --------- | ------- | ----------------------------------------- |
| 2   | Germania  | F       | Marc-Oliver Kempf                         |
| 5   | Italia    | F       | Edoardo Goldaniga                         |
| 7   | Spania    | A       | Álvaro Morata (împrumutat de la AC Milan) |
| 8   | Anglia    | M       | Dele Alli                                 |
| 9   | Italia    | A       | Alessandro Gabrielloni (căpitan)          |
| 10  | Italia    | A       | Patrick Cutrone (vice-căpitan)            |
| 11  | Grecia    | A       | Anastasios Douvikas                       |
| 13  | Italia    | F       | Alberto Dossena                           |
| 15  | Italia    | F       | Fellipe Jack                              |
| 17  | Spania    | A       | Jesús Rodríguez                           |
| 18  | Spania    | F       | Alberto Moreno                            |
| 19  | Germania  | A       | Nicolas Kühn                              |
| 20  | Spania    | M       | Sergi Roberto                             |
| 22  | Italia    | P       | Mauro Vigorito                            |
| 23  | Argentina | M       | Máximo Perrone                            |
| 26  | Germania  | M       | Yannik Engelhardt                         |

| Nr. |                   | Poziție | Jucător               |
| --- | ----------------- | ------- | --------------------- |
| 27  | Austria           | M       | Matthias Braunöder    |
| 28  | Croația           | F       | Ivan Smolčić          |
| 30  | Franța            | P       | Jean Butez            |
| 31  | Kosovo            | F       | Mërgim Vojvoda        |
| 33  | Franța            | M       | Lucas Da Cunha        |
| 38  | Senegal           | A       | Assane Diao           |
| 41  | Spania            | F       | Álex Valle            |
| 42  | Țările de Jos     | A       | Jayden Addai          |
| 44  | Republica Irlanda | M       | Naj Razi              |
| 58  | Italia            | M       | Giuseppe Mazzaglia    |
| 77  | Belgia            | F       | Ignace Van Der Brempt |
| 79  | Argentina         | M       | Nico Paz              |
| 80  | Franța            | M       | Maxence Caqueret      |
| 90  | Spania            | A       | Iván Azón             |
|     | Croația           | M       | Martin Baturina       |
|     | Italia            | M       | Luca Mazzitelli       |

## Trofee

### Campionat
- Serie B
  - Campioni: 1948–49 , 1979–80 , 2001–02
- Serie C
  - Campioni:  1930–31 , 1967–68 , 1978–79, 2020–21
- Serie D
  - Campioni: 2007–08 , 2018–19

### Cupe
- Coppa Italia Serie C
  - Campioni: 1996–97
- Coppa Italia Serie D
  - Campioni: 2007–08